# SMS Prinzregent Luitpold
SMS Prinzregent Luitpold ("Prins-Regent Leopold") was een Kaiser-klasse-slagschip dat dienstdeed bij de Hochseeflotte van de Duitse Kaiserliche Marine tijdens de Eerste Wereldoorlog. Ze werd vernoemd naar prins-regent Luitpold van Beieren, die stierf op 12 december 1912, nadat het schip in opdracht werd gebouwd. Ze werd op 17 februari 1912 in Kiel, Duitsland op stapel gezet.

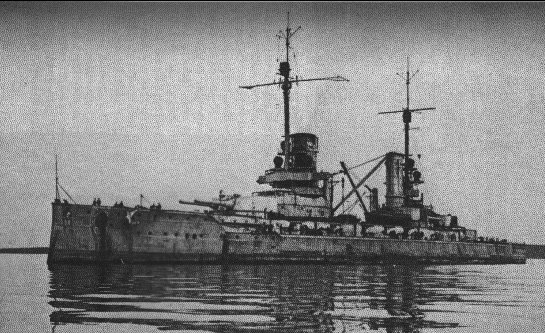
SMS Prinzregent Luitpold

## Technische gegevens
De lengte was 172 m, de breedte 29 m en de diepgang 9 m. De waterverplaatsing bedroeg 24.700 ton. Er werd een maximale snelheid van 20,50 knopen bereikt. SMS Prinzregent Luitpold was uitgerust met 10 snelvuurkanonnen van 305 mm, bewapend met 14 snelvuurkanonnen van 88 mm. De bemanning bedroeg ongeveer 1.100 manschappen.

## Carrière
Zoals oorspronkelijk ontworpen, zou de Luitpold het eerste Duitse slagschip zijn geweest met een marine-dieselmotor op de middelste schroefas. In december 1909 pleitte een document van het Konstrukteurdepartement van de Reichsmarine-ambt (RMA), voor het gebruik van dieselmotoren in grote schepen. De RMA beweerde dat de kracht van een dieselmotor, de kracht van de kruissnelheid aanzienlijk zou toenemen en een grotere snelheid zou bereiken. Het zou ook gemakkelijker zijn bij het oliebunkeren en er zou minder machinepersoneel nodig zijn om het te bedienen. Admiraal Alfred von Tirpitz stond gunstig tegenover het voorstel en gelastte met de bouw van een slagschip met diesel-aandrijving.
In februari 1910 bood de RMA een contract aan bij MAN, voor de ontwikkeling en bouw van de Luitpold met dieselmotor. Echter, de reuze zes-cilinder van 12.000 pk (8.900 kW) had te lijden met vele technische problemen en werd nooit geïnstalleerd. Sterker nog, de diesel was nog niet klaar voor gebruik aan boord tot april 1917.
Prinzregent Luitpold werd derhalve afgesloten met slechts 14 van de 16 voorziene stoomketels en twee sets van Parsons stoomturbines, speciaal ontworpen om 26.000 pk (19.400 kW) te produceren. De kamer voor de dieselmotor was leeg.
Op proeven op de Luitpold produceerde de stoommachines 38.751 pk (28.897 kW) voor een maximale snelheid van 21,7 knopen (40 km/h).
Het schip was dus onbetekend langzamer dan de rest van haar zusterschepen, die voorheen een volledige aanvulling van verwarmingsketels en drie turbines hadden gekregen.

## Eerste Wereldoorlog
Tijdens de oorlog werd SMS Prinzregent Luitpold toegewezen aan de 3e Slagschipeskader, samen met haar zusterschepen. Ze vocht tijdens de Zeeslag bij Jutland. Ze vuurde 169 12-inch (305 mm) granaten af naar de Britse vijand en leed zelf geen schade aan haar schip. Daarna werd ze geïnterneerd in Scapa Flow en door de eigen bemanning tot zinken gebracht, samen met de rest van de vloot op 21 juni 1919 om de schepen niet in handen te laten vallen van de geallieerde strijdmachten.
Het wrak werd gelicht in 1931 en afgebroken op Rosyth in 1933.

## Opstand van 1917
Begin augustus 1917 was de misnoegdheid te wijten aan slechte voedselleveringen voor de matrozen en stokerspersoneel als gevolg van voortdurende pesterijen door lagere officieren op het Kiel Kanaal, tot er een muiterij uitbrak op de Prinzregent Luitpold, evenals op haar zusterschip SMS Friedrich der Große (1911). Na het neerslaan van de opstand op de schepen, werden vijf deelnemende muiters ter dood veroordeeld en voor twee van hen, Max Reichpietch en Albin Köbis werd het doodsvonnis uitgevoerd.

## Feit
Na de wapenstilstand van 1918 werd het schip met het grootste deel van de Keizerlijke Oceaanvloot in Scapa Flow geïnterneerd. Op 21 juni 1919 werd SMS Prinzregent Luitpold tot zinken gebracht door de eigen bemanning, sinds de zegevierende bevoegdheden hadden besloten, dat de geïnterneerde vaartuigen niet mochten vrijgelaten worden. De Duitsers besloten daarom hun schepen te laten zinken om ze niet in handen te laten vallen van de geallieerden.

## SMS Prinzregent Luitpold
- Naamgenoot: Prinzregent Luitpold
- Bouwer: Germaniawerft, Kiel
- Kiellegging: Oktober 1910
- Te water gelaten: 17 februari 1912
- In dienst gesteld: 19 augustus 1913
- Feit: Tot zinken gebracht in de Gutter Sound, Scapa Flow 21 Juni 1919

### Algemene kenmerken
- Klasse en type: Kaiser-klasse slagschip
- Waterverplaatsing: 27.000 ton (maximum)
- Lengte: 172,40 m (565 ft 7 in)
- Breedte: 29 m (95 ft 2 in)
- Diepgang: 9.10 m (29 ft 10 in)
- Vermogen: 2 × Parsons stoomturbines, 14 stoomketels, 26.000 pk
- Motorsnelheid/min: 272 rpm - 150 toeren/minuut
- Brandstof voorraden: 3.200 ton kolen en 400 ton zware stookolie
- Snelheid: 20 knopen (37 km/h)
- Aantal schroeven: 2 x 3 4 m diameter-schroeven (1 x 3,75 m diameter-schroef die niet gebruikt werd)
- Reikwijdte: 7.900 zeemijl (12.710 km) aan 12 knopen (22 km/h)
- Bemanning: 41 officieren en 1.043 matrozen - Als eskader-vlaggenschip: + 14 officieren en + 80 matrozen

### Bewapening
- 10 × 305 mm (12") /50 kaliber kanonnen
- 14 × 150 mm (5.9") /45 kaliber kanonnen
- 12 × 88 mm (3.5") /45 kaliber snelvuurkanonnen
- 5 × 500 mm torpedobuizen